# Гюсто, Мало
Мало́ Артю́р Гюсто́ (фр. Malo Arthur Gusto; род. 19 мая 2003, Десин-Шарпьё, Франция) — французский футболист, защитник английского клуба «Челси» и сборной Франции.

## Футбольная карьера
Мало — уроженец французской коммуны Десин-Шарпьё, которая находится в составе Лионской метрополии. Футболом начинал заниматься в команде «Вильфонтен». Оттуда транзитом через «Бургуэн-Жальё» попал в академию лионского «Олимпика». Выступал за лионскую команду в Юношеской Лиге УЕФА сезона 2019/20, провёл пять встреч, в основном выходя на замену. Вместе с командой дошёл до четвертьфинала.
Сезон 2020/21 Мало начал игроком второй команды «Олимпика». Дебютировал за неё 29 августа 2020 года поединком против второй команды «Олимпика» марсельского. Всего за вторую команду Мало провёл 7 встреч.
Начиная с 2021 года — игрок основной команды. Дебютировал в Лиге 1 24 января 2021 года поединком против «Сент-Этьена», выйдя на замену на 90-й минуте вместо Бруно Гимарайнса. Всего в сезоне провёл 2 встречи.
В начале июня 2021 года Гюсто продлил контракт с «Олимпиком» до 30 июня 2024 года.
29 января 2023 года Гюсто стал игроком английского клуба «Челси». Он остался в аренде в «Лионе» до конца сезона 2022/23.

## Статистика выступлений
| Выступление      | Выступление      | Выступление      | Лига | Лига | Кубки | Кубки | Континент. | Континент. | Итого | Итого |
| Клуб             | Лига             | Сезон            | Игры | Голы | Игры  | Голы  | Игры       | Голы       | Игры  | Голы  |
| ---------------- | ---------------- | ---------------- | ---- | ---- | ----- | ----- | ---------- | ---------- | ----- | ----- |
| Олимпик Лион     | Лига 1           | 2020/21          | 2    | 0    | 0     | 0     | 0          | 0          | 2     | 0     |
| Олимпик Лион     | Лига 1           | 2021/22          | 30   | 0    | 0     | 0     | 7          | 0          | 37    | 0     |
| Олимпик Лион     | Лига 1           | 2022/23          | 21   | 0    | 1     | 0     | 0          | 0          | 22    | 0     |
| Олимпик Лион     | Итого            | Итого            | 53   | 0    | 1     | 0     | 7          | 0          | 61    | 0     |
| Челси            | Премьер-лига     | 2023/24          | 27   | 0    | 10    | 0     | 0          | 0          | 37    | 0     |
| Челси            | Премьер-лига     | 2024/25          | 32   | 0    | 3     | 0     | 13         | 0          | 48    | 0     |
| Челси            | Итого            | Итого            | 59   | 0    | 13    | 0     | 13         | 0          | 85    | 0     |
| Всего за карьеру | Всего за карьеру | Всего за карьеру | 112  | 0    | 14    | 0     | 20         | 0          | 146   | 0     |

1. ↑  Кубок Франции, Кубок Англии, Кубок Английской футбольной лиги
2. ↑  Лига Европы УЕФА, Лига конференций УЕФА, Клубный чемпионат мира

## Достижения
«Челси»
- Победитель Лиги конференций УЕФА: 2024/25
- Победитель Клубного чемпионата мира: 2025

Сборная Франции
- Бронзовый призёр Лиги наций УЕФА: 2024/25